# Kazimierz Gawlas
Kazimierz Gawlas (ur. 23 lipca 1940 w Mielcu, zm. 21 lutego 2013 w Stalowej Woli) – polski bokser, medalista mistrzostw Polski, reprezentant Polski.

## Życiorys
W latach 1956–1959 trzykrotnie wystąpił w meczach międzypaństwowych (dwa zwycięstwa, jedna porażka). Był zawodnikiem Stali Mielec (1956-1959) i Stali Stalowa Wola (1959-1973).
W 1958 został mistrzem Polski juniorów w kategorii ciężkiej. Na mistrzostwach Polski seniorów zdobył jeden medal: brązowy w 1967 w wadze średniej.
Karierę zawodniczą zakończył w 1973, następnie pracował jako trener w Stali Stalowa Wola, od 1977 w Wisłoce Dębicy, od 1979 w Metalu Tarnów, z którym awansował do II ligi. Następnie pracował w Hucie Stalowa Wola, w 1995 przeszedł na emeryturę. W latach 1999–2002 i 2002-2006 był radnym powiatu stalowowolskiego.